# Bembidion adygorum
Bembidion adygorum là một loài bọ cánh cứng mặt đất trong phân họ Trechinae. Chúng thường xuất hiện ở Armenia, Gruzia và Kavkaz.